# Elijah Dukes
Pour les articles homonymes, voir Dukes.

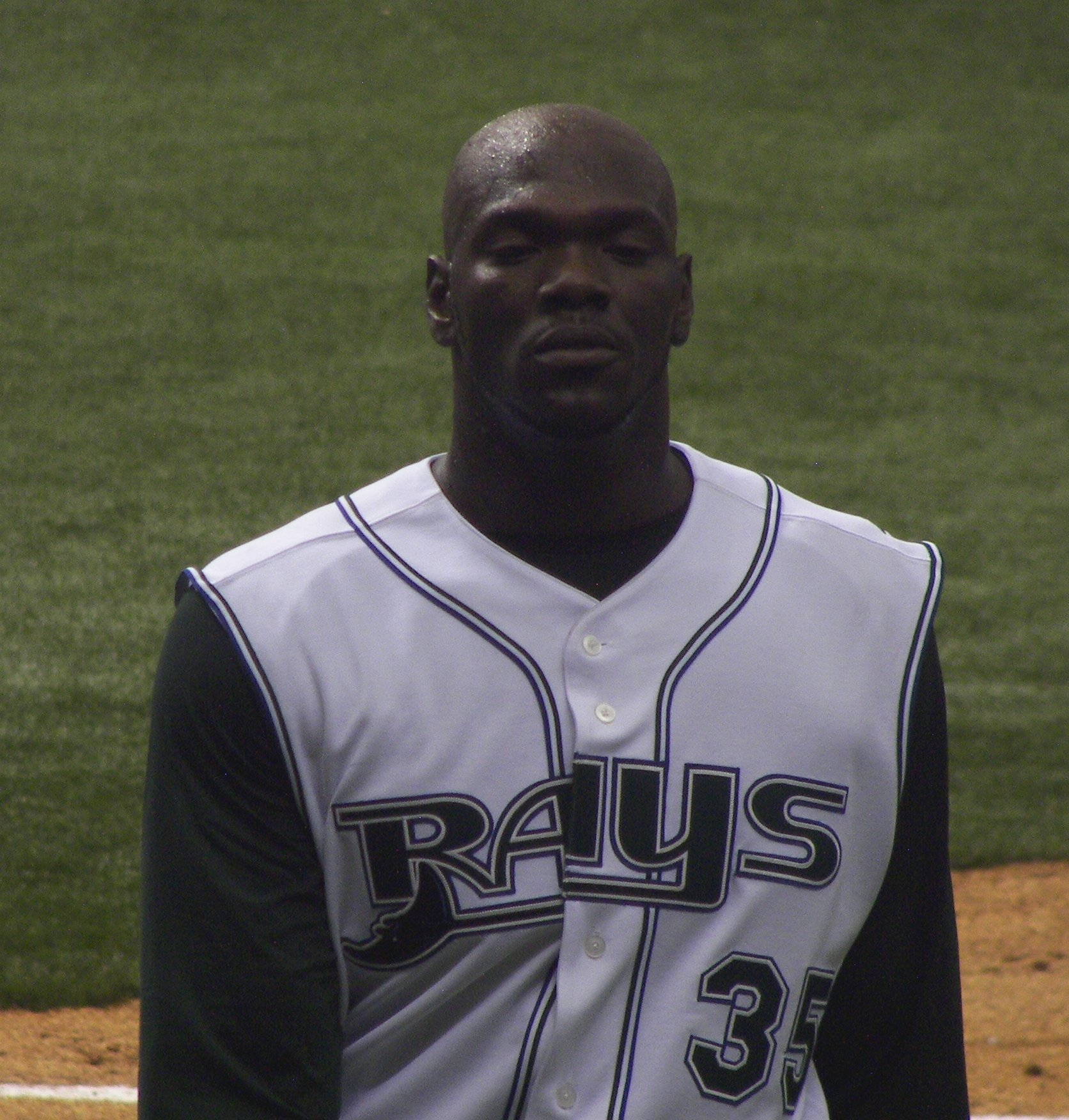
Elijah Dukes avec les Rays en 2007.

Elijah David Dukes, Jr. (né le 26 juin 1984 à Homestead, Floride, États-Unis) est un voltigeur de centre au baseball. Il joue en Ligue majeure de 2007 à 2009 et est actuellement agent libre.

## Carrière
Elijah Dukes est un choix de troisième ronde des Devil Rays de Tampa Bay en 2002. Il fait ses débuts dans les majeures avec cette équipe le 2 avril 2007. À sa seconde présence au bâton dans les grandes ligues, il obtient son premier coup sûr : un circuit en solo aux dépens de Carl Pavano des Yankees de New York.
Dukes joue 52 parties pour les Rays en 2007. Il frappe 10 circuits et totalise 21 points produits, mais affiche une faible moyenne au bâton de ,190.
Le 3 décembre 2007, il est transféré aux Nationals de Washington pour le lanceur des ligues mineures Glenn Gibson.
Dukes joue 81 parties pour Washington en 2008. Il claque 13 circuits, produit 44 points et frappe dans une moyenne de ,264.
En 107 parties jouées en 2009, le voltigeur de centre des Nats maintient une moyenne au bâton de ,250 avec 8 coups de circuits et un record personnel de 58 points produits.

## Vie personnelle
En janvier 2007, Elijah Dukes est arrêté pour possession de marijuana. 
En mai de la même année son épouse, de qui il est séparé, l'accuse de menaces de mort. Elle allègue avoir reçu un message menaçant sur son téléphone ainsi qu'un SMS incluant la photo d'une arme à feu. Quelques semaines plus tard, en juin, une adolescente de 17 ans soutient être enceinte de Dukes et affirme que celui-ci lui a lancé une bouteille de Gatorade lorsque mis au courant. Les autorités, qui enquêtent sur l'affaire, précisent que la jeune femme était consentante à la relation sexuelle.
Dukes a été arrêté au moins trois fois pour agression, et est le père d'au moins cinq enfants nés de quatre mères différentes.
Elijah Dukes, Sr., père du joueur de baseball, a été trouvé coupable du meurtre d'un camionneur en 1996. Il a purgé une sentence de 12 ans d'emprisonnement et est décédé d'un cancer en 2009 à l'âge de 43 ans, trois semaines après sa sortie de prison.